# 小關也朱篤
小关也朱笃（日语：／ Koseki Yasuhiro，1992年3月14日—），生于山形县鹤冈市，日本游泳运动员，擅长蛙泳，现在是Miki House体育俱乐部的成员。

## 生平
小关小学毕业于鶴岡市立朝暘第四小學校，中学毕业于鶴岡市立第四中學校。他在羽黑高等学校就读时并不出名，当时他在全国比赛的最好成绩是2009年日本高等学校游泳锦标赛男子100米蛙泳第3名。2010年，小关升入日本体育大学，修读体育专业。大学3年级之前，他猛练自由泳，提升了自己的力量。大学3年级开始改练蛙泳，并研究前辈北岛康介的泳法，追求高效率的游泳技术。
2013年，已升入大学4年级的小关在日本游泳公开赛男子100米蛙泳比赛上落后于北岛，最终排名第2。同年7月，他代表日本参加了世界大学生运动会，首先他在男子100米蛙泳决赛上获得一枚金牌，随后又在男子4×100米混合泳接力比赛上为日本队再添一枚银牌。同年10月，他又参加在中国天津举办的2013年东亚运动会，并获得男子100米蛙泳、男子4×100米混合泳接力的金牌以及男子200米蛙泳的铜牌。
2014年2月，小关在日本短池游泳锦标赛的男子蛙泳50米、100米以及200米这三个项目上均以打破日本全国纪录的成绩获得冠军。同年大学毕业后，他加入了Miki House俱乐部。随后不久他在4月举行的第90届日本游泳锦标赛当中打败了伦敦奥运会奖牌得主立石谅，第一次在日本游泳锦标赛上获得冠军。两个月后，他又在日本游泳公开赛男子200米蛙泳项目上以2分8秒34的成绩获得冠军。8月，小关参加在澳大利亚黄金海岸举办的泛太平洋游泳锦标赛，并先后在男子100米蛙泳和200米蛙泳上获得金牌，第一次在国际主要游泳赛事上获得金牌。而在1个月后举行的亚洲运动会上，他获得了3银1铜总共4枚奖牌。
2015年4月，小关在第91届日本游泳锦标赛男子200米蛙泳比赛当中表现突出，以2分7秒77的成绩第一个到达终点，这一成绩比他的同胞山口观弘在2012年刷新的世界纪录慢0.76秒。同年8月，他代表日本队参加在俄罗斯喀山举行的世界游泳锦标赛，在200米蛙泳半决赛上，他以2分8秒03的成绩在16名选手中排名第1晋级决赛，而在决赛中，尽管他在前半段处于领先位置，但到了后半段，他被其他选手超越，这让他最终排名第5，无缘奖牌。
2016年8月，小关出战在巴西里约热内卢举办的第31届夏季奥运，他在自己的第一次奥运会上参加了100米蛙泳、200米蛙泳和4×100米混合泳接力，首先他在100米蛙泳上获得第6名 ，而在之后的200米蛙泳上，尽管他先发制人，在前面150米处保持领先，但在冲刺阶段被其他选手反超，最终获得第5名，在游泳项目的最后一天，他联同队友入江陵介、藤井拓郎和中村克代表日本出战的4×100米混合泳接力赛，最终以队伍以3分31秒97获得第5名。
2017年4月，小关在日本游泳锦标赛上成功包揽男子蛙泳项目3冠，顺利入选同年布达佩斯世锦赛日本游泳队阵容。在世锦赛正赛上，他首先出战男子100米蛙泳比赛，在决赛中他游出59秒10，以0.05秒之差无缘奖牌。在随后进行的男子50米蛙泳项目上，他在半决赛中以27秒17的成绩打破亚洲纪录，最终排名11名，无缘决赛。再之后，他参加200米蛙泳项目，决赛中，他在前半段和队友渡边一平交替领先，在最后50米时两人被俄罗斯选手安东·丘普科夫反超，最终小关第二个到达终点，获得亚军，收获个人首枚世锦赛奖牌。
2018年8月，小关出战了泛太平洋游泳锦标赛和亚洲运动会两大赛事，在率先进行的泛太平洋游泳锦标赛中，他在男子100米蛙泳项目上以59秒08的成绩成功卫冕该项目冠军，除此之外，他也收获两枚接力项目的银牌。随后进行的亚洲运动会中，他一共收获3枚金牌和2枚银牌，3枚金牌全部来自于蛙泳项目，他也顺利包揽男子蛙泳项目的全部三枚金牌。他也在同年12月参加了中国杭州举行的世界短池游泳锦标赛，首先他在男子100米蛙泳决赛上以56秒13的成绩获得第三名，刷新亚洲纪录的同时也赢得个人的首枚短池世锦赛奖牌。之后他联同队友在男子4×100米混合泳接力决赛中以3分21秒07的破亚洲纪录的成绩再夺一铜。
2019年，小关获得了世锦赛男子50米蛙泳和100米蛙泳的参赛资格。在率先进行的男子100米蛙泳项目上，尽管他后半程全力追赶，仍以0.3秒之差无缘奖牌，连续两届世锦赛获得该项目第4名。在随后进行的50米蛙泳项目中，他在半决赛阶段以27秒22获得第13名，无缘决赛。

## 殴打队友争议
2018年1月11日，有日本媒体报道称，2017年11月至12月的国家队集训期间，小关在某日不满同属一个俱乐部的天井翼因踢足球而帮厨迟到，对其腹部及下颚各打了一拳。结果小关受到了其所属的俱乐部以及国家队的禁赛及减薪处罚，禁赛期持续至2018年3月底。受此事件影响，日本游泳联盟取消了原定于2018年2月在关岛进行的国家队外训。而小关本人也缺席了日本游泳联盟在2018年1月22日举办的2017年度优秀选手表彰活动。事件曝光之后，天井在14日的一次采访当中否认自己当日帮厨迟到。而小关也在24日的一次记者会中表示“自己和天井之间的沟通存在不足”导致了事件的发生。

## 逸事
小关作为一名蛙泳运动员身高有1米88。他刚刚升入中学时身高只有1米52，但由于他在中学期间经常喝牛奶，到了中学3年级时他已经长高到1米83。